# 慧日寺 (丹波市)
慧日寺（えにちじ）は、兵庫県丹波市山南町太田にある臨済宗妙心寺派の寺院。山号は萬松山。本尊は釈迦如来。丹波市観光100選 寺院・神社部門及びもみじの名所部門選定。

## 歴史
1375年（永和元年）足利三代将軍の管領細川頼之と、その弟で養子の細川頼元により建立された、臨済宗妙心寺派の中本山。篠山川沿いに建ち、七堂伽藍他山内の塔頭18ヶ寺に及ぶ丹波禅寺の中心として栄える。開山は特峯禅師で、鎌倉の円覚寺開山仏光国師の孫弟子であり、中国より帰国後にこの地に庵を結ぶ。
本堂は茅葺。仏殿は、1702年（元禄15年）に再建されたもので、方一間一重裳階付桧皮葺き入母屋造で兵庫県指定の文化財。禅宗様式の建物で兵庫県内では希少。慧日寺の方丈・庫裏・裏門・経蔵と鐘楼の5棟の建物は格式を保つ建造物で、2014年（平成26年）12月に国登録有形文化財に登録されている。1575年（天正3年）の明智光秀の丹波攻めや度重なる火災で創建当時の面影を失い、現存の仏殿は17世紀末である寛永年間（1624-1644年）・慶安年間（1648-1652年）に、方丈・鐘楼等は18世紀末の元禄年間（1688-1704年）以降、一説によると1718年（享保3）年に再建された再建されたものである。
徳川八代将軍吉宗から7代にわたる将軍が下付した「朱印状」などの文化財も数多く残さる。丹波もみじめぐりの十ヶ寺の一つ。
2021年4月3日には、新住職の就任を披露する「晋山式」が開山650年遠忌法要と併せて挙行され、妙心寺派の小倉宗俊管長をはじめ、僧侶や信徒ら約200人が参加し稚児行列なども催された。
また、同地はヒメボタルの生息地としても知られ、7月上旬ごろまで境内を蛍の灯が飛び交う。